# Vincelles (Marne)
Vincelles| é uma comuna francesa na região administrativa de Grande Leste, no departamento de Marne. Estende-se por uma área de 3,55 km². Em 2010 a comuna tinha 308 habitantes (densidade: 86,8 hab./km²).